# جون غان (كاتب)
جون غان (بالإنجليزية: Jon Gunn)‏ هو كاتب سيناريو ومونتير ومنتج أفلام ومخرج أمريكي، ولد في 30 يونيو 1973 في الولايات المتحدة.

## وصلات خارجية
- جون غان على موقع IMDb (الإنجليزية)
- جون غان على موقع ألو سيني (الفرنسية)
- جون غان على موقع أول موفي (الإنجليزية)
- جون غان على موقع قاعدة بيانات الأفلام السويدية (السويدية)
- جون غان على موقع قاعدة بيانات الفيلم (الإنجليزية)
- جون غان على موقع كينوبويسك (الروسية)